# Timothy Morehouse
Timothy Morehouse (New York, 29 luglio 1978) è uno schermidore statunitense, vincitore di una medaglia d'argento nella scherma ai giochi olimpici.

## Palmarès
In carriera ha conseguito i seguenti risultati:
- Giochi Olimpici:

Pechino 2008: argento nella sciabola a squadre.
- Giochi Panamericani:

Riod de Janeiro 2007: argento nella sciabola individuale.
Guadalajara 2011: oro nella sciabola a squadre ed argento individuale.